# My Love: Essential Collection
My Love: Essential Collection es un álbum de grandes éxitos de la cantante canadiense Céline Dion, publicado en octubre de 2008 por Sony Music, fue lanzado como sucesor de All the Way... A Decade of Song (1999), primer álbum recopilatorio en inglés de Dion. Luego de su divulgación, el álbum se convirtió en un éxito comercial luego de vender 200 millones de copias mundialmente. En las notas del álbum, Dion explica que los temas que se incluyeron en la lista de canciones fueron dedicados a sus fanáticos que la han apoyado durante su carrera. My Love: Essential Collection fue lanzado en una edición de un solo disco, el cual contenía los sencillos más exitosos de Dion, incluyendo «My Heart Will Go On», «Because You Loved Me» y «The Power of Love». La versión de dos discos, titulada My Love: Ultimate Essential Collection fue ampliada para incluir canciones raras que no han aparecido anteriormente en sus discos. Ambas ediciones incluyen una nueva canción titulada «There Comes a Time». El álbum no fue lanzado en Japón debido a que Complete Best (2008), un álbum recopilatorio publicado en ese país, se había lanzado posteriormente en febrero de ese mismo año por Sony Music Entertainment Japan.
My Love: Essential Collection recibió una respuesta positiva por parte de la crítica, también encabezó las listas de álbumes en los Países Bajos, Bélgica e Irlanda, así como la lista de álbumes compilatorios en Francia. El álbum logró entra en el top diez de listas de musicales de Canadá, Reino Unido y Estados Unidos, además fue certificado doble platino en Canadá e Irlanda, platino en Bélgica y oro en México, Finlandia, Nueva Zelanda y Hungría. El primer sencillo de álbum, «My Love», es una canción autobiográfica escrita para Dion por Linda Perry, originalmente disponible en Taking Chances (2007). En Francia y más tarde en los Estados Unidos, «I'm Alive» (Remix) fue lanzado como sencillo promocional. En julio de 2011, el álbum fue reeditado como The Essential 3.0, el cual incluye siete canciones que no aparecen en algunas ediciones del álbum, como «Alone», y versiones alternativas, como «Only One Road».

## Antecedentes y descripción
Tras los conciertos de A New Day... (2003-07), en el Coliseo del Caesars Palace en Las Vegas, y su gira Taking Chances Tour (2008-09), en promoción de su décimo álbum en inglés, Taking Chances, la página oficial de Céline Dion anunció que un álbum de grandes éxitos sería lanzado en octubre de 2008. El 5 de septiembre de 2008, se reveló que el álbum estaría disponible en dos formatos: una edición de un solo disco llamada My Love: Essential Collection, y otra edición de dos discos llamada My Love: Essential Ultimate Collection, y luego el 11 de septiembre de 2008 se publicó la lista de canciones. «My Love», original de Taking Chances, fue confirmada como el primer sencillo en un comunicado de prensa oficial el 22 de septiembre de 2008. My Love: Essential Collection cuenta con una versión en vivo de la canción, que se estrenó el 17 de septiembre de 2008, y luego el vídeo musical en vivo fue lanzado. La letra de la única canción nueva en el álbum, «There Comes a Time», fue publicada el 7 de octubre de 2008 en la página web oficial de Dion y un extracto de la canción fue publicado el 23 de octubre de 2008.

### Portada
La portada para My Love: Essential Collection cuenta con imagen de un primer plano de Dion, vestida con una blusa blanca, un collar dorado en su cuello y con una cámara negra con sus manos. El fondo de la portada es borroso y contiene imágenes en blanco y morado, con el nombre de la cantante y el título del álbum escrito en letras blancas. La fotografía fue hecha por Denise Truscello, y tomada en un estudio de Los Ángeles en 2007. Dion estaba muy agradecida con el trabajo de Truscello, y el describió su experiencia profesional positivamente: [...] «De todas las personas con las que he trabajado, ella es la más favorable. He trabajado con ella durante seis años, y ella siempre es amable con todo el mundo. Es súper, súper amable».

### Contenido y reedición
My Love: Essential Collection cuenta con diecisiete canciones en la versión norteamericana y dieciocho canciones en la versión europea. La versión estadounidense incluye los sencillos número uno: «The Power of Love», «Because You Loved Me», «My Heart Will Go On» y «I'm Your Angel», a dueto con R. Kelly, y la versión europea contiene el sencillo número uno en Reino Unido, «Think Twice». La edición de dos discos, titulada My Love: Ultimate Essential Collection fue lanzada al mismo tiempo. Es un set de veintisiete canciones en la versión de norteamericana y treinta y seis canciones en la versión europea e internacional, esta última cuenta con algunas pistas extras en ediciones digitales. La versión de My Love lanzada en los Estados Unidos contiene dos canciones raras no publicadas anteriormente en un disco de Dion: «Dance with My Father» (de So Amazing: An All-Star Tribute to Luther Vandross), y «I Knew I Loved You» (de We All Love Ennio Morricone). La versión europea incluye también «(You Make Me Feel Like) A Natural Woman» y «Dance with My Father» y varios sencillos exitosos en Europa, como «Pour que tu m'aimes encore», única canción en francés en el álbum, y «Tell Him», a dueto con Barbra Streisand. En julio de 2011, el álbum fue reeditado como The Essential, y una edición limitada, llamada The Essential 3.0 fue lanzada en los Estados Unidos el 29 de agosto de 2011. Esta versión contiene un tercer CD con siete canciones, incluyendo versiones alternativas de «Think Twice» y «Only Road One».

## Sencillos
My Love: Essential Collection fue lanzado mientras Dion estaba en su gira Taking Chances Tour. Durante su concierto en Estocolmo, Suecia el 7 de junio de 2008, Dion grabó una versión en vivo de «My Love», el cual fue confirmado como el primer sencillo de la compilación. La canción se estrenó en la radio el 22 de septiembre de 2008 y un sencillo digital fue puesto en libertad al día siguiente, acompañado por un vídeo musical en vivo. Chuck Taylor, editor principal de Billboard, dijo que «My Love» fue una elección inspirada del álbum y felicitó la composición Linda Perry de la canción y el estilo de Dion, llamándola una balada muy emotiva acerca del dolor e la incertidumbre. Luego, «My Love», debutó en la lista Adult Contemporary de Estados Unidos, convirtió a Dion en la artista con más éxitos en la década de 2000, siendo su entrada número dieciséis. El siguiente sencillo, «I'm Alive» fue remezclado por Laurent Wolf y publicado en octubre de 2008 para promover el álbum en Francia, en lugar de «My Love». En enero de 2009, nuevas remezclas de «I'm Alive» por Maurice Josué fueron enviadas a los clubes de Estados Unidos. «I'm Alive» fue originalmente lanzado como primer sencillo de A New Day Has Come (2002) y alcanzó el puesto número siete en Francia y el número seis en la lista Adult Contemporary de Estados Unidos.

## Promoción

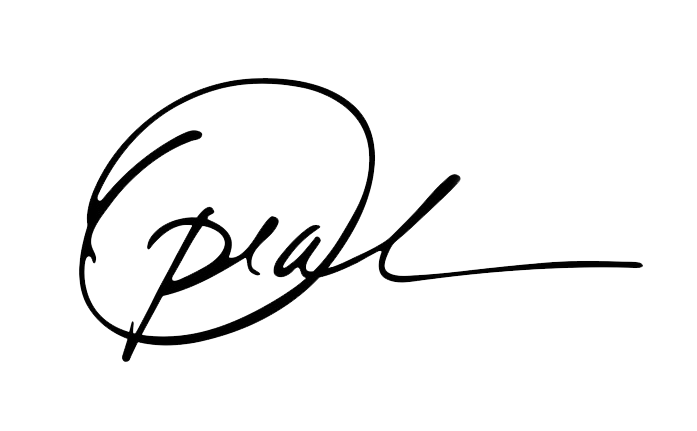
Como parte de la promoción, Dion se presentó en El Show de Oprah Winfrey.

La interpretación de «My Love» salió al aire por primera vez en televisión el 31 de agosto de 2008, durante la celebración número 43° del Teletón MDA Labor Day. El 28 de octubre de 2008, un episodio de The Oprah Winfrey Show se dedicó a Dion, así como varios viajes de inspiración de los padres y sus hijos pequeños, que sufren de muchas enfermedades. Dion se presentó a lo largo de la especial titulado Miracle Children with Celine Dion, debido a las luchas personales y las dificultades que ella estaba enfrentando en su día de parto. Hacia el final de la especial, ella realizó una versión en vivo de «My Love». Al día siguiente, Dion tuvo que reprogramar su concierto del 30 de octubre en Minneapolis, así como muchas otras fechas de noviembre de 2008, por razones de salud. El 1 de diciembre de 2008, ella interpretó «My Love» en The Tonight Show with Jay Leno. El 13 de diciembre de 2008, su sitio web oficial publicó un vídeo de Dion durante las sesiones de grabación de la canción «There Comes a Time». Tras la última fecha de la gira Taking Chances Tour, Dion realizó una presentación en el programa canadiense Star Académie, en donde interpretó un popurrí de sus canciones populares en francés e inglés junto con los concursantes. Seguida la actuación, Dion comenzó su retiro temporal de la industria de la música, con el fin de centrarse en su familia y concebir a otro hijo. Aparte de las varias apariciones televisivas, «My Love» se interpretó durante Taking Chances Tour a partir de su concierto en Seúl el 18 de marzo de 2008. Luego, «My Love» fue incluida en el álbum en vivo y DVD Taking Chances World Tour: The Concert (2010).

## Recepción

### Respuesta de la crítica
Stephen Thomas Erlewine, editor de Allmusic, llamó a My Love: Essential Collection una sobrecompensación de All the Way... A Decade of Song (1999), concentrándose en las nuevas grabaciones en vez de los antiguos éxitos. Según él, My Love: Essential Collection «encaja a la perfección» para los oyentes que están buscando una reseña de dos décadas de Celine Dion como una superestrella internacional, ya que tiene todos sus grandes éxitos del adulto contemporáneo. Erlewine también señaló que, aunque Dion ha tenido más éxitos en los diez años transcurridos desde All the Way... A Decade of Song, aparte de su versión de «I Drove All Night» de Roy Orbison, casi ninguno de sus nuevos éxitos del milenio son tan memorables como sus sencillos desde los años 90.

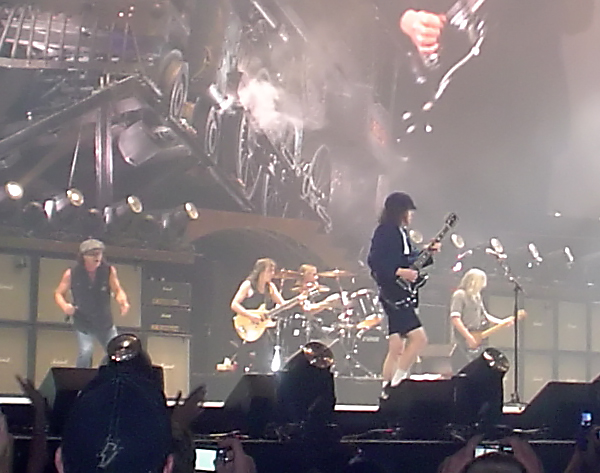
Solo Black Ice de AC/DC evitó que My Love: Essential Collection debutara en la primera posición de la lista Canadian Albums Chart.

### Desempeño comercial
My Love: Essential Collection debutó en el número ocho en el Billboard 200 de Estados Unidos, convirtiéndose en el undécimo álbum en entrar a los diez primeros de la lista, vendiendo 57 000 copias en su primera semana. En la lista de álbumes de Canadá, el álbum debutó en el número dos, con ventas de 17 700 copias, y la semana siguiente, el álbum cayó al número tres, vendiendo otras 11 000 copias. En su tercera semana en la lista, My Love: Essential Collection bajó hasta la posición número seis, y en enero de 2009, fue certificado doble platino por la CRIA, por sus 160 000 copias vendidas. En el Reino Unido, el álbum debutó en el número cinco, vendiendo 42 411 copias en su primera semana. En Irlanda, alcanzó el número uno y fue certificado doble platino en 2008. My Love: Essential Collection demostró ser muy popular en estos dos países, ya que volvió a entrar en las listas de álbumes en 2009, 2010 y 2011, durando 110 semanas en la lista de álbumes irlandesa. También debutó en el número uno en Francia y en Países Bajos, que ocupa la parte superior por dos semanas en ambos países. My Love: Essential Collection también encabezó las listas en la región flamenca de Bélgica y alcanzó su punto máximo dentro de los diez primeros en muchos países de Europa, alcanzando el número seis en la lista European Top 100 Albums. El álbum también alcanzó su punto máximo dentro de los diez primeros en Nueva Zelanda y México, y fue certificado platino en Bélgica, oro en México, Finlandia, Nueva Zelanda y Hungría. a nivel mundial, se convirtió en el cuadragésimo segundo álbum más vendido de 2008, según la IFPI.

## Lista de canciones

### My Love: Essential Collection
| Versión norteamericana/internacional |                                                                     |                                                                   |                                                                   |          |  |
| N.º                                  | Título                                                              | Escritor(es)                                                      | Productor(es)                                                     | Duración |  |
| 1.                                   | «Where Does My Heart Beat Now» (de Unison)                          | Robert White Johnson, Taylor Rhodes                               | Christopher Neil                                                  | 4:33     |  |
| 2.                                   | «Beauty and the Beast» (con Peabo Bryson) (de La bella y la bestia) | Alan Menken, Howard Ashman                                        | Walter Afanasieff                                                 | 4:04     |  |
| 3.                                   | «If You Asked Me To» (de Céline Dion)                               | Diane Warren                                                      | Guy Roche                                                         | 3:55     |  |
| 4.                                   | «The Power of Love» (versión editada) (de The Colour of My Love)    | Gunther Mende, Candy DeRouge, Jennifer Rush, Mary Susan Applegate | David Foster                                                      | 4:49     |  |
| 5.                                   | «My Love» (en vivo) (de Taking Chances World Tour: The Concert)     | Linda Perry                                                       | Perry                                                             | 5:04     |  |
| 6.                                   | «Because You Loved Me» (de Falling into You)                        | Warren                                                            | Foster                                                            | 4:35     |  |
| 7.                                   | «The Power of the Dream» (de Falling into You)                      | Foster, Babyface, Linda Thompson                                  | Foster, Babyface                                                  | 4:30     |  |
| 8.                                   | «It's All Coming Back to Me Now» (de Falling into You)              | Jim Steinman                                                      | Steinman, Steven Rinkoff, Roy Bittan                              | 7:37     |  |
| 9.                                   | «All by Myself» (de Falling into You)                               | Eric Carmen, Serguéi Rajmáninov                                   | Foster                                                            | 5:08     |  |
| 10.                                  | «My Heart Will Go On» (de Let's Talk About Love)                    | James Horner, Will Jennings                                       | Afanasieff, Horner                                                | 4:41     |  |
| 11.                                  | «I'm Your Angel» (con R. Kelly) (de These Are Special Times)        | R. Kelly                                                          | R. Kelly                                                          | 5:31     |  |
| 12.                                  | «That's the Way It Is» (de All the Way... A Decade of Song)         | Max Martin, Kristian Lundin, Andreas Carlsson                     | Martin, Lundin                                                    | 4:03     |  |
| 13.                                  | «A New Day Has Come» (versión remix) (de A New Day Has Come)        | Aldo Nova, Stephan Moccio                                         | Ric Wake, Afanasieff, Nova, Richie Jones, Christian B., Marc Dold | 4:23     |  |
| 14.                                  | «I'm Alive» (de A New Day Has Come)                                 | Lundin, Carlsson                                                  | Lundin, Wake, Jones                                               | 3:30     |  |
| 15.                                  | «I Drove All Night» (de One Heart)                                  | Billy Steinberg, Tom Kelly                                        | Peer Åström, Vito Luprano                                         | 4:00     |  |
| 16.                                  | «Taking Chances» (de Taking Chances)                                | Kara DioGuardi, Dave Stewart                                      | John Shanks                                                       | 4:07     |  |
| 17.                                  | «There Comes a Time»                                                | Jörgen Elofsson, Elizabeth Rodrigues                              | Emanuel Kiriakou                                                  | 4:03     |  |

| Versión internacional |                                                                              |                                                       |                      |          |  |
| N.º                   | Título                                                                       | Escritor(es)                                          | Productor(es)        | Duración |  |
| 18.                   | «The Prayer» (con Andrea Bocelli) (pista extra) (de These Are Special Times) | Carole Bayer Sager, Foster, Alberto Testa, Tony Renis | Foster, Renis, Sager | 4:29     |  |

| Versión europea |                                                             |                                               |                                                   |          |  |
| N.º             | Título                                                      | Escritor(es)                                  | Productor(es)                                     | Duración |  |
| 1.              | «My Heart Will Go On»                                       | Horner, Jennings                              | Afanasieff, Horner                                | 4:41     |  |
| 2.              | «Think Twice» (de The Colour of My Love)                    | Andy Hill, Peter Sinfield                     | Neil, Nova                                        | 4:48     |  |
| 3.              | «It's All Coming Back to Me Now» (versión editada)          | Steinman                                      | Steinman, Rinkoff, Bittan                         | 5:20     |  |
| 4.              | «A New Day Has Come» (versión remix)                        | Nova, Moccio                                  | Wake, Afanasieff, Nova, Jones, Christian B., Dold | 4:23     |  |
| 5.              | «My Love» (en vivo)                                         | Perry                                         | Perry                                             | 5:04     |  |
| 6.              | «Taking Chances»                                            | DioGuardi, Stewart                            | Shanks                                            | 4:07     |  |
| 7.              | «That's the Way It Is»                                      | Martin, Lundin, Carlsson                      | Martin, Lundin                                    | 4:03     |  |
| 8.              | «The Power of Love» (versión editada)                       | Mende, DeRouge, Rush, Applegate               | Foster                                            | 4:49     |  |
| 9.              | «Because You Loved Me»                                      | Warren                                        | Foster                                            | 4:35     |  |
| 10.             | «Tell Him» (con Barbra Streisand) (de Higher Ground)        | Thompson, Afanasieff, Foster                  | Foster, Afanasieff                                | 4:51     |  |
| 11.             | «Falling into You» (de Falling into You)                    | Steinberg, Rick Nowels, Marie-Claire D'Ubaldo | Nowels, Steinberg                                 | 4:18     |  |
| 12.             | «I Drove All Night»                                         | Steinberg, Kelly                              | Åström, Luprano                                   | 4:00     |  |
| 13.             | «I'm Alive»                                                 | Lundin, Carlsson                              | Lundin, Wake, Jones                               | 3:30     |  |
| 14.             | «All by Myself» (Edited Single Version)                     | Carmen, Rachmaninoff                          | Foster                                            | 4:00     |  |
| 15.             | «Alone» (de Taking Chances)                                 | Steinberg, Kelly                              | Ben Moody                                         | 3:23     |  |
| 16.             | «Immortality» (con los Bee Gees) (de Let's Talk About Love) | Barry Gibb, Robin Gibb, Maurice Gibb          | Afanasieff                                        | 4:12     |  |
| 17.             | «Beauty and the Beast» (con Peabo Bryson)                   | Menken, Ashman                                | Afanasieff                                        | 4:04     |  |
| 18.             | «There Comes a Time»                                        | Elofsson, Rodrigues                           | Kiriakou                                          | 4:03     |  |

### My Love: Ultimate Essential Collection
| Versión norteamericana; Disco Uno |                                                 |                                         |                           |          |  |
| N.º                               | Título                                          | Escritor(es)                            | Productor(es)             | Duración |  |
| 1.                                | «Where Does My Heart Beat Now»                  | Johnson, Rhodes                         | Neil                      | 4:33     |  |
| 2.                                | «Beauty and the Beast» (Duet with Peabo Bryson) | Menken, Ashman                          | Afanasieff                | 4:04     |  |
| 3.                                | «If You Asked Me To»                            | Warren                                  | Roche                     | 3:55     |  |
| 4.                                | «Love Can Move Mountains» (versión editada)     | Warren                                  | Wake                      | 4:01     |  |
| 5.                                | «My Love» (en vivo)                             | Perry                                   | Perry                     | 5:04     |  |
| 6.                                | «The Power of Love» (versión editada)           | Mende, DeRouge, Rush, Applegate         | Foster                    | 4:49     |  |
| 7.                                | «(You Make Me Feel Like) A Natural Woman»       | Gerry Goffin, Carole King, Jerry Wexler | Foster                    | 3:40     |  |
| 8.                                | «Because You Loved Me»                          | Warren                                  | Foster                    | 4:35     |  |
| 9.                                | «The Power of the Dream»                        | Foster, Babyface, Thompson              | Foster, Babyface          | 4:30     |  |
| 10.                               | «It's All Coming Back to Me Now»                | Steinman                                | Steinman, Rinkoff, Bittan | 7:37     |  |
| 11.                               | «All by Myself»                                 | Carmen, Rachmaninoff                    | Foster                    | 5:08     |  |
| 12.                               | «Pour que tu m'aimes encore»                    | Jean-Jacques Goldman                    | Goldman                   | 4:14     |  |
| 13.                               | «Tell Him» (con Barbra Streisand)               | Thompson, Afanasieff, Foster            | Foster, Afanasieff        | 4:51     |  |

| Versión norteamericana; Disco Dos |                                      |                                                |                                                   |          |  |
| N.º                               | Título                               | Escritor(es)                                   | Productor(es)                                     | Duración |  |
| 1.                                | «My Heart Will Go On»                | Horner, Jennings                               | Afanasieff, Horner                                | 4:41     |  |
| 2.                                | «To Love You More» (versión editada) | Foster, Junior Miles                           | Foster                                            | 4:42     |  |
| 3.                                | «River Deep – Mountain High»         | Ellie Greenwich, Jeff Barry, Phil Spector      | Steinman, Rinkoff                                 | 4:10     |  |
| 4.                                | «I'm Your Angel» (con R. Kelly)      | R. Kelly                                       | R. Kelly                                          | 5:31     |  |
| 5.                                | «The Prayer» (con Andrea Bocelli)    | Sager, Foster, Testa, Renis                    | Foster, Renis, Sager                              | 4:29     |  |
| 6.                                | «That's the Way It Is»               | Martin, Lundin, Carlsson                       | Martin, Lundin                                    | 4:03     |  |
| 7.                                | «A New Day Has Come» (versión remix) | Nova, Moccio                                   | Wake, Afanasieff, Nova, Jones, Christian B., Dold | 4:23     |  |
| 8.                                | «I'm Alive»                          | Lundin, Carlsson                               | Lundin, Wake, Jones                               | 3:30     |  |
| 9.                                | «I Drove All Night»                  | Steinberg, Kelly                               | Åström, Luprano                                   | 4:00     |  |
| 10.                               | «Taking Chances»                     | DioGuardi, Stewart                             | Shanks                                            | 4:07     |  |
| 11.                               | «There Comes a Time»                 | Elofsson, Rodrigues                            | Kiriakou                                          | 4:03     |  |
| 12.                               | «Dance with My Father»               | Luther Vandross, Richard Marx                  | Jimmy Jam, Terry Lewis, James "Big Jim" Wright    | 4:38     |  |
| 13.                               | «I Knew I Loved You»                 | Ennio Morricone, Alan Bergman, Marilyn Bergman | Quincy Jones                                      | 4:31     |  |
| 14.                               | «My Love» (versión del álbum)        | Perry                                          | Perry                                             | 4:09     |  |

| Versión norteamericana; Disco tres (My Love: Ultimate Essential Collection 3.0) |                                           |                                 |                                 |          |  |
| N.º                                                                             | Título                                    | Escritor(es)                    | Productor(es)                   | Duración |  |
| 1.                                                                              | «Alone»                                   | Steinberg, Kelly                | Moody                           | 3:23     |  |
| 2.                                                                              | «Us»                                      | Billy Pace                      | Humberto Gatica, Pace, Steinman | 5:46     |  |
| 3.                                                                              | «The Reason»                              | King, Mark Hudson, Greg Wells   | George Martin                   | 5:01     |  |
| 4.                                                                              | «Think Twice» (versión alternativa)       | Hill, Sinfield                  | Neil, Nova                      | 4:28     |  |
| 5.                                                                              | «When I Fall in Love» (con Clive Griffin) | Edward Heyman, Victor Young     | Foster                          | 4:21     |  |
| 6.                                                                              | «I Surrender»                             | Louis Biancaniello, Sam Watters | Simon Franglen                  | 4:49     |  |
| 7.                                                                              | «Only One Road» (versión alternativa)     | Peter Zizzo                     | Wake                            | 4:49     |  |

| Versión europea/internacional; Disco Uno |                                                    |                                 |                                                   |          |  |
| N.º                                      | Título                                             | Escritor(es)                    | Productor(es)                                     | Duración |  |
| 1.                                       | «My Heart Will Go On»                              | Horner, Jennings                | Afanasieff, Horner                                | 4:41     |  |
| 2.                                       | «Think Twice»                                      | Hill, Sinfield                  | Neil, Nova                                        | 4:48     |  |
| 3.                                       | «It's All Coming Back to Me Now» (versión editada) | Steinman                        | Steinman, Rinkoff, Bittan                         | 5:20     |  |
| 4.                                       | «A New Day Has Come» (versión remix)               | Nova, Moccio                    | Wake, Afanasieff, Nova, Jones, Christian B., Dold | 4:23     |  |
| 5.                                       | «My Love» (en vivo)                                | Perry                           | Perry                                             | 5:04     |  |
| 6.                                       | «Taking Chances»                                   | DioGuardi, Stewart              | Shanks                                            | 4:07     |  |
| 7.                                       | «That's the Way It Is»                             | Martin, Lundin, Carlsson        | Martin, Lundin                                    | 4:03     |  |
| 8.                                       | «The Power of Love» (Radio Edit)                   | Mende, DeRouge, Rush, Applegate | Foster                                            | 4:49     |  |
| 9.                                       | «Because You Loved Me»                             | Warren                          | Foster                                            | 4:35     |  |
| 10.                                      | «Tell Him» (con Barbra Streisand)                  | Thompson, Afanasieff, Foster    | Foster, Afanasieff                                | 4:51     |  |
| 11.                                      | «Falling into You»                                 | Steinberg, Nowels, D'Ubaldo     | Nowels, Steinberg                                 | 4:18     |  |
| 12.                                      | «I Drove All Night»                                | Steinberg, Kelly                | Åström, Luprano                                   | 4:00     |  |
| 13.                                      | «I'm Alive»                                        | Lundin, Carlsson                | Lundin, Wake, Jones                               | 3:30     |  |
| 14.                                      | «All by Myself» (Edited Single Version)            | Carmen, Rachmaninoff            | Foster                                            | 4:00     |  |
| 15.                                      | «Alone»                                            | Steinberg, Kelly                | Moody                                             | 3:23     |  |
| 16.                                      | «Immortality» (Featuring the Bee Gees)             | B. Gibb, R. Gibb, M. Gibb       | Afanasieff                                        | 4:12     |  |
| 17.                                      | «Beauty and the Beast» (Duet with Peabo Bryson)    | Menken, Ashman                  | Afanasieff                                        | 4:04     |  |
| 18.                                      | «There Comes a Time»                               | Elofsson, Rodrigues             | Kiriakou                                          | 4:03     |  |

| Versión europea/internacional; Disco Dos |                                             |                                                                     |                              |          |  |
| N.º                                      | Título                                      | Escritor(es)                                                        | Productor(es)                | Duración |  |
| 1.                                       | «River Deep, Mountain High»                 | Greenwich, Barry, Spector                                           | Steinman, Rinkoff            | 4:10     |  |
| 2.                                       | «One Heart»                                 | Shanks, DioGuardi                                                   | Shanks, DioGuardi            | 3:24     |  |
| 3.                                       | «I'm Your Angel» (con R. Kelly)             | R. Kelly                                                            | R. Kelly                     | 5:31     |  |
| 4.                                       | «Only One Road»                             | Zizzo                                                               | Wake                         | 4:49     |  |
| 5.                                       | «Pour que tu m'aimes encore»                | Goldman                                                             | Goldman                      | 4:14     |  |
| 6.                                       | «You and I»                                 | Nova, Jacques Duval                                                 | Nova, Åström                 | 4:05     |  |
| 7.                                       | «To Love You More» (versión editada)        | Foster, Miles                                                       | Foster                       | 4:42     |  |
| 8.                                       | «Eyes on Me»                                | Lundin, Savan Kotecha, Delta Goodrem                                | Lundin                       | 3:53     |  |
| 9.                                       | «Have You Ever Been in Love»                | Anders Bagge, Åström, Tom Nichols, Daryl Hall, Laila Bagge Wahlgren | Bagge, Åström                | 4:08     |  |
| 10.                                      | «The Reason»                                | King, Hudson, Wells                                                 | Martin                       | 5:01     |  |
| 11.                                      | «Seduces Me»                                | Dan Hill, John Sheard                                               | Rick Hahn, Hill, John Jones  | 3:46     |  |
| 12.                                      | «The First Time Ever I Saw Your Face»       | Ewan MacColl                                                        | Foster                       | 4:09     |  |
| 13.                                      | «Dance with My Father»                      | Vandross, Marx                                                      | Jam, Lewis, Wright           | 4:38     |  |
| 14.                                      | «Misled»                                    | Zizzo, Jimmy Bralower                                               | Wake                         | 3:30     |  |
| 15.                                      | «Love Can Move Mountains» (versión editada) | Warren                                                              | Wake                         | 4:01     |  |
| 16.                                      | «Call the Man»                              | Hill, Sinfield                                                      | Steinman, Rinkoff, Jeff Bova | 6:08     |  |
| 17.                                      | «Goodbye's (The Saddest Word)»              | Robert John "Mutt" Lange                                            | Lange                        | 5:19     |  |
| 18.                                      | «The Prayer» (con Andrea Bocelli)           | Foster, Sager, Testa, Renis                                         | Foster, Renis, Sager         | 4:29     |  |

| Versión internacional; Pistas extras edición digital |                                                            |                          |                                            |          |  |
| N.º                                                  | Título                                                     | Escritor(es)             | Productor(es)                              | Duración |  |
| 1.                                                   | «My Heart Will Go On» (Tony Moran's Anthem Vocal Mix)      | Horner, Jennings         | Afanasieff, Horner, Moran                  | 9:43     |  |
| 2.                                                   | «That's the Way It Is» (The Metro Club Remix)              | Martin, Lundin, Carlsson | Martin, Lundin, Brian Rawling, Mark Taylor | 5:29     |  |
| 3.                                                   | «I Drove All Night» (Hex Hector Extended Vocal Import Mix) | Steinberg, Kelly         | Åström, Luprano, Hector                    | 7:55     |  |
| 4.                                                   | «I Want You to Need Me» (Thunderpuss Radio Mix)            | Warren                   | Matt Serletic, Thunderpuss                 | 4.33     |  |
| 5.                                                   | «Misled» (MK's History Remix)                              | Zizzo, Bralower          | Wake, Marc Kinchen                         | 6:41     |  |

## Listas y certificaciones
| País (Lista)                        | Mejor posición |
| ----------------------------------- | -------------- |
| Alemania (Media Control Charts)     | 24             |
| Australia (ARIA)                    | 24             |
| Austria (Ö3 Austria Top 40)         | 37             |
| Bélgica - Flanders (Ultratop 50)    | 1              |
| Bélgica - Valonia (Ultratop 40)     | 3              |
| Canadá (Canadian Albums Chart)      | 2              |
| Dinamarca (Tracklisten)             | 4              |
| España (Promusicae)                 | 80             |
| Estados Unidos (Billboard 200)      | 8              |
| Finlandia (Suomen virallinen lista) | 11             |
| Francia (SNEP )                     | 1              |
| Hungría (Mahasz)                    | 8              |
| Irlanda (Irish Albums Chart)        | 1              |
| Italia (FIMI)                       | 21             |
| México (Amprofon)                   | 9              |
| Nueva Zelanda (RIAA)                | 10             |
| Países Bajos (MegaCharts)           | 1              |
| Polonia (Polish Music Charts)       | 24             |
| Portugal (AFP)                      | 6              |
| Reino Unido (UK Albums Chart)       | 5              |
| República Checa (IFPI)              | 24             |
| Suecia (Sverigetopplistan)          | 6              |
| Suiza (Swiss Music Charts)          | 9              |

| País          | Certificaciones |
| ------------- | --------------- |
| Bélgica       | Platino         |
| Canadá        | 2× platino      |
| Finlandia     | Oro             |
| Hungría       | Oro             |
| Irlanda       | 2× platino      |
| México        | Oro             |
| Nueva Zelanda | Oro             |

| Lista (2008)                                         | Posición |
| ---------------------------------------------------- | -------- |
| Bélgica - Flanders (Ultratop 50)                     | 39       |
| Bélgica - Valonia (Ultratop 40)                      | 60       |
| Federación Internacional de la Industria Fonográfica | 42       |
| Finlandia (Suomen virallinen lista)                  | 9        |
| Francia (SNEP)                                       | 27       |
| Hungría (Mahasz)                                     | 38       |
| Irlanda (IRMA)                                       | 17       |
| México (Amprofon)                                    | 78       |
| Países Bajos (MegaCharts)                            | 19       |
| Reino Unido (UK Albums Chart)                        | 20       |
| Lista (2009)                                         | Posición |
| Bélgica - Flanders (Ultratop 50)                     | 32       |
| Bélgica - Valonia (Ultratop 40)                      | 74       |
| Canadá (Canadian Albums Chart)                       | 28       |
| Europa (European Hot 100)                            | 74       |
| Estados Unidos (Billboard 200)                       | 159      |
| Hungría (Mahasz)                                     | 60       |
| México (Amprofon)                                    | 69       |
| Países Bajos (MegaCharts)                            | 36       |
| Lista (2010)                                         | Posición |
| Reino Unido (UK Albums Chart)                        | 134      |
| Lista (2011)                                         | Posición |
| Reino Unido (UK Albums Chart)                        | 86       |

### Sencillos
| Año  | Sencillo    | Posiciones         | Posiciones        | Posiciones | Posiciones | Posiciones | Posiciones         | Posiciones         | Posiciones              |
| Año  | Sencillo    | Bandera de Bélgica | Bandera de Canadá | 1          | 1          | 2          | Bandera de Francia | Bandera de Hungría | Bandera del Reino Unido |
| ---- | ----------- | ------------------ | ----------------- | ---------- | ---------- | ---------- | ------------------ | ------------------ | ----------------------- |
| 2008 | «My Love»   | 19                 | 67                | 8          | 15         | -          | -                  | 9                  | 129                     |
| 2008 | «I'm Alive» | -                  | -                 | -          | -          | 35         | 179                | -                  | -                       |

- 1 Lista de canciones comúnmente conocida como Adult Contemporary Chart en ese país.
- 2 Lista de canciones comúnmente conocida como Hot Dance Club Play en ese país.

### Sucesión en listas
| Predecesor: Black Ice de AC/DC                      | Bélgica - Flanders (Ultratop 50) Álbum Nro 1 22 de noviembre de 2008 (1 semana) | Sucesor: The Promise de Il Divo               |
| Predecesor: The Promise de Il Divo                  | Países Bajos (MegaCharts) Álbum Nro 1 22 de noviembre de 2008 (2 semanas)       | Sucesor: Symphonica in Rosso de Lionel Richie |
| Predecesor: Nrj Hits 2008 Vol. 2 de Artistas varios | Francia (SNEP) Álbum Nro 1 22 de noviembre de 2008 (2 semanas)                  | Sucesor: Dance Kids 2008 de Artistas varios   |
| Predecesor: A Hundred Million Suns de Snow Patrol   | Irlanda (Irish Albums Chart) Álbum Nro 1 13 de noviembre de 2008 (1 semana)     | Sucesor: The Priests de The Priests           |

## Créditos y personal
Créditos adaptados de Allmusic y las notas del álbum.
- Walter Afanasieff – arreglista, bajo, compositor, programación de batería, teclados, orquestación, órgano, productor, programación, synclavier, guitarra synclavier, sintetizador, bajo eléctrico
- René Angélil – representante
- Kenny Aronoff – batería
- Howard Ashman – compositor
- Peer Åström – arreglista, compositor, guitarra, productor, mezcla, arreglos de cuerda, corista
- Jon Avnet – productor ejecutivo
- Babyface – compositor, productor
- Anders Bagge – arreglista, compositor, productor
- Laila Bagge Wahlgren – compositora
- Jeff Balding – arreglista
- Jeff Barry – compositor
- Alan Bergman – compositor
- Marilyn Bergman – compositora
- Curt Bisquera – Platillos
- Roy Bittan – piano, piano de cola, arreglo para piano, productor
- Paul Boutin – asistente, arreglista
- Jeff Bova – arreglista, teclados, productor, programación, arreglos de cuerdas, cuerdas, bajo eléctrico, arreglo de pistas
- Robbie Buchanan – arreglista
- Paul Buckmaster – arreglos de cuerdas, conductor de cuerdas
- Glen Burtnik – corista
- Teddy Campbell – batería
- Andreas Carlsson – compositor, corista
- Eric Carmen – compositor
- Chris Chaney – batería
- Maria Christensen – corista
- Steve Churchyard – arreglista
- Kevin Churko – ingeniero musical
- Luis Conte – percusión
- Lynn Davis – corista
- Kara DioGuardi – compositora, productora, corista
- Celine Dion – vocalista principal, corista
- Rory Dodd – corista
- Jörgen Elofsson – compositor
- Steve Ferrone – batería
- David Foster – arreglista, compositor, productor ejecutivo, teclados, piano, productor, arreglo vocal
- Humberto Gatica – arreglista, mezcla, arreglo vocal
- Stephen George – programación
- Serban Ghenea – mezcla
- Barry Gibb – compositor, corista
- Maurice Gibb – compositor, corista
- Robin Gibb – compositor, corista
- Jim Gilstrap – corista
- Gerry Goffin – compositor
- Jean-Jacques Goldman – compositor, productor
- Delta Goodrem – compositor, corista
- Gavin Greenaway – arreglos de cuerda, conductor
- Ellie Greenwich – compositor
- Mick Guzauski – mezcla
- Daryl Hall – compositor
- Leah Haywood – corista
- Nana Hedin – corista
- Jerry Hey – arreglista, conductor
- Andy Hill – compositor
- Dan Hill – compositor
- David Hodges – piano
- Loris Holland – director de coro, teclados, órgano
- James Horner – compositor, productor
- Mark Hudson – compositor
- Dann Huff – guitarra
- Phillip Ingram – corista
- Paul Jackson, Jr. – guitarra
- Jimmy Jam – arreglista, productor
- Will Jennings – compositor
- Skyler Jett – corista
- Quincy Jones – productor
- R. Kelly – arreglista, compositor, productor
- Tom Kelly – corista
- Carole King – compositora
- Emanuel Kiriakou – bajo, ingeniero, guitarra (acústica), guitarra (eléctrica), percusión, piano, productor, programación
- Kofi – corista
- Savan Kotecha – compositor
- Abe Laboriel, Jr. – batería
- Michael Landau – guitarra
- Robert Lange – compositor, guitarra, productor, corista
- Terry Lewis – productor
- Ottmar Liebert – guitarra (acústica)
- Tomas Lindberg – bajo
- Chris Lord-Alge – mezcla
- Kristian Lundin – compositor, arreglista, teclados, mezcla, productor, programación, corista
- Ewan MacColl – compositor
- Stephen Marcussen – mezcla
- George Martin – conductor, arreglos de orquesta, productor
- Giles Martin – asistente de producción
- Max Martin – compositor, ingeniero, teclados, mezcladores, productor, programación, corista
- Eddie Martínez – guitarra
- Richard Marx – compositor
- Rob Mathes – conductor, arreglos de orquesta, productor
- Jean McClain – corista
- Gunther Mende – compositor
- Alan Menken – compositor
- Rickey Minor – bajo acústico
- Chieli Minucci – guitarra
- Stephan Moccio – compositor
- Ben Moody – productor
- Ennio Morricone – compositor
- Jamie Muhoberac – teclados
- Christopher Neil – productor, corista
- Tom Nichols – compositor
- Anna Nordell – corista
- Aldo Nova – compositor, guitarra, violín, productor, solo
- Rick Nowels – compositor, guitarra, teclados, productor
- Marty O'Brien – bajo acústico
- Jeanette Olsson – corista
- Phil Palmer – guitarra
- Dean Parks – guitarra
- Linda Perry – compositora
- Tim Renwick – guitarra
- Taylor Rhodes – compositor
- Cathy Richardson – corista
- Claytoven Richardson – corista
- John Robinson – batería
- Guy Roche – arreglista, ingeniero, productor, sintetizador
- William Ross – arreglista, director de orquesta, orquestación, arreglos orquestales, arreglos de cuerda
- Todd Rundgren – arreglo vocal, corista
- Jennifer Rush – compositora
- Mark Russell – coordinador de producción
- Carole Bayer Sager – compositor, productor
- John Shanks – bajo, compositor, guitarra, mezcla, productor, corista
- Dan Shea – programación de batería, teclados, programación, diseño de sonido
- John Sheard – compositor
- Peter Sinfield – compositor
- Phil Spector – compositor
- Billy Steinberg – compositor, productor
- Jim Steinman – compositor, productor, arreglo de pistas
- David A. Stewart – compositor
- Kasim Sulton – corista
- Ian Thomas – batería
- Linda Thompson – compositora
- Michael Thompson – guitarra
- Pat Thrall – arreglos
- Jeanie Tracy – corista
- Eric Troyer – corista
- Shania Twain – corista
- Luther Vandross – compositor
- Maria Vidal – corista
- Ric Wake – arreglista, productor, remezcla
- Diane Warren – compositora
- Greg Wells – compositor
- Jerry Wexler – compositor
- Will Wheaton – corista
- Paul Wickens – bajo, teclados
- Aaron Zigman – programación
- Peter Zizzo – compositor, guitarra, corista

## Historial de lanzamientos
| Región       | Fecha                    | Discográfica      | Formato                 | Catálogo     | Ref.   |
| ------------ | ------------------------ | ----------------- | ----------------------- | ------------ | ------ |
| Europa       | 24 de octubre de 2008    | Columbia          | CD                      | 88697400492  | [ 88 ] |
| Europa       | 24 de octubre de 2008    | Columbia          | 2CD                     | 88697400502  | [ 88 ] |
| Australia    | 27 de octubre de 2008    | Columbia          | 2CD                     | 88697374522  | [ 89 ] |
| Norteamérica | 28 de octubre de 2008    | Columbia          | CD                      | 88697411432  | [ 8 ]  |
| Norteamérica | 28 de octubre de 2008    | Columbia          | 2CD                     | 88697374522  | [ 8 ]  |
| Puerto Rico  | 28 de octubre de 2008    | Columbia          | CD                      | 9061409      | [ 90 ] |
| Australia    | 11 de julio de 2011      | Columbia          | 2CD (The Essential)     | 88697936772  | [ 89 ] |
| Europa       | 15 de julio de 2011      | Columbia          | 2CD (The Essential)     | 88697936772  | [ 19 ] |
| Francia      | 18 de julio de 2011      | Columbia          | 2CD (The Essential)     | B0054RVT18   | [ 91 ] |
| Reino Unido  | 1 de agosto de 2011      | Columbia          | CD (Girls Night In)     | 88697952912  | [ 92 ] |
| Norteamérica | 30 de agosto de 2011     | Legacy Recordings | 3CD (The Essential 3.0) | 886979487321 | [ 20 ] |
| Norteamérica | 13 de septiembre de 2011 | Legacy Recordings | 2CD (The Essential)     | 886979487222 | [ 93 ] |